# Liste des musées du Dorset
Cette liste des musées du Dorset, Angleterre contient des musées qui sont définis dans ce contexte comme des institutions (y compris des organismes sans but lucratif, des entités gouvernementales et des entreprises privées) qui recueillent et soignent des objets d'intérêt culturel, artistique, scientifique ou historique. leurs collections ou expositions connexes disponibles pour la consultation publique. Sont également inclus les galeries d'art à but non lucratif et les galeries d'art universitaires. Les musées virtuels ne sont pas inclus.

## Musées
| Nom                                       | Image | Ville/City           | District              | Type               | Résume |
| ----------------------------------------- | ----- | -------------------- | --------------------- | ------------------ | --- |
| Phare d'Anvil Point                       |       | Swanage              | Purbeck               | Maritime           | Phare ouvert aux visites, situé dans le Durlston Country Park |
| Athelhampton                              |       | Dorchester           | West Dorset           | Maison historique  | Manoir du XVe siècle et ses jardins |
| Beaminster Museum                         |       | Beaminster           | West Dorset           | Local              | website, histoire locale, archéologie, agriculture |
| Bennetts Water Gardens                    |       | Chickerell           | West Dorset           | Multiple           | Jardin de 8 acres (32 374,85136 m2) collection de nénuphars, musée d'histoire locale |
| Blandford Fashion Museum                  |       | Blandford            | North Dorset          | Fashion            | website, costumes et accessoires des années 1730 aux années 1970 |
| Blandford Town Museum                     |       | Blandford            | North Dorset          | Local              | website, histoire locale, métiers, archéologie, militaire, chemin de fer |
| Bridport Museum                           |       | Bridport             | West Dorset           | Local              | website, histoire locale, textiles, fossiles, art |
| Bournemouth Aviation Museum               |       | Hurn                 | Christchurch          | Aviation           | Avions, moteurs, cockpits, autobus à impériale |
| Bournemouth Natural Science Society       |       | Bournemouth          | Bournemouth           | Histoire naturel   | website, ouvert pour des événements et des journées portes ouvertes, comprend des plantes conservées, des oiseaux, des mammifères, des reptiles, des insectes, des œufs et des coquillages, des fossiles, des roches et des minéraux, des objets archéologiques et une collection d'égyptologie |
| Bournemouth University Atrium Gallery     |       | Bournemouth          | Bournemouth           | Art                | website, œuvres d’étudiants universitaires et d’artistes participants |
| Castletown D-Day Centre                   |       | Isle of Portland     | Weymouth and Portland | Militaire          | Histoire du rôle de Portland Harbour dans le débarquement en Normandie |
| Charmouth Heritage Coast Centre           |       | Charmouth            | West Dorset           | Histoire naturel   | Fossiles et rochers de la côte jurassique |
| Chettle House                             |       | Chettle              | North Dorset          | Maison historique  | information, maison et jardins de la reine Anne du XVIIIe siècle |
| Clouds Hill                               |       | Wareham              | Purbeck               | Maison historique  | Exploité par le National Trust, ancien domicile de T. E. Lawrence ("Lawrence of Arabia") |
| Corfe Castle Town Museum                  |       | Corfe Castle         | Purbeck               | Local              | website, histoire locale, géologie, industrie du marbre |
| Dinosaur Museum                           |       | Dorchester           | West Dorset           | Histoire naturel   | Dinosaures, modèles grandeur nature, fossiles de la côte jurassique |
| Dinosaurland Fossil Museum                |       | Lyme Regis           | West Dorset           | Histoire naturel   | Fossiles marins du Jurassique local, dinosaures, géologie de la côte jurassique, coquillages, évolution |
| Dorset County Museum                      |       | Dorchester           | West Dorset           | Multiple           | Histoire locale, histoire naturelle, art, archéologie, agriculture, auteur Thomas Hardy, fossiles et dinosaures |
| Dorset Teddy Bear Museum                  |       | Dorchester           | West Dorset           | Jouet              | Ours en peluche |
| The Etches Collection                     |       | Kimmeridge           | Purbeck               | Histoire naturelle | fossiles |
| Fiddleford Manor                          |       | Sturminster Newton   | North Dorset          | Maison historique  | Exploité par English Heritage, petit manoir en pierre médiéval |
| Forde Abbey                               |       | Chard                | West Dorset           | Maison historique  | Ancien monastère cistercien, maison et jardins |
| TheGallery at Arts University Bournemouth |       | Bournemouth          | Bournemouth           | Art                | website, galerie d'art contemporain |
| Gillingham Museum                         |       | Gillingham           | North Dorset          | Local              | website, histoire locale, métiers, géologie, industrie |
| Gold Hill Museum                          |       | Shaftesbury          | North Dorset          | Local              | website, histoire locale, culture, industrie |
| Grove Prison Museum                       |       | Île de Portland      | Weymouth and Portland | Prison             | Histoire de la prison de Portland |
| Highcliffe Castle                         |       | Highcliffe           | Christchurch          | Maison historique  | Château de style Romantique et Pittoresque du XIXe siècle sur un terrain aménagé par Capability Brown |
| Keep Military Museum                      |       | Dorchester           | West Dorset           | Militaire          | Histoire des régiments du Dorset et du Devon |
| Kingston Lacy                             |       | Wimborne Minster     | East Dorset           | Maison historique  | Exploité par le National Trust, une maison du XVIIe siècle avec des œuvres d'art, des objets égyptiens, des intérieurs somptueux, des jardins |
| Langton Matravers Museum                  |       | Langton Matravers    | Purbeck               | Local              | website, histoire locale, géologie, industrie du Calcaire |
| Lulworth Castle                           |       | East Lulworth        | Purbeck               | Maison historique  | Manoir du XVIIe siècle |
| Lyme Regis Marine Aquarium                |       | Lyme Regis           | West Dorset           | Histoire naturel   | website, poissons locaux et vie marine de la côte jurassique, histoire du mur du port de The Cobb |
| Lyme Regis Museum                         |       | Lyme Regis           | West Dorset           | Multiple           | Fossiles, géologie, Jane Austen, histoire locale, patrimoine maritime, écrivains et artistes, anciennement Philpot Museum |
| Mangerton Mill                            |       | Bridport             | West Dorset           | Mill               | information, moulin à eau à 3 étages |
| Mapperton House                           |       | Beaminster           | West Dorset           | Maison historique  | Manoir élisabéthain et jardins |
| Max Gate                                  |       | Dorchester           | West Dorset           | Maison historique  | Exploité par le National Trust, domicile de l'auteur Thomas Hardy |
| Museum of Design in Plastics              |       | Bournemouth          | Bournemouth           | Art                | website, collection de la bibliothèque de l'Arts University Bournemouth, exemples de design international, historique et contemporain d'objets en plastique |
| Nothe Fort                                |       | Weymouth             | Weymouth and Portland | Militaire          | Fort du XIXe siècle avec un rôle important dans la Seconde Guerre mondiale , souvenirs, véhicules |
| Place Mill                                |       | Christchurch         | Christchurch          | Mill               | website, moulin à eau anglo-saxon restauré, galerie d'art |
| Poole Museum                              |       | Poole                | Poole                 | Local              | Histoire locale, céramique et Poole Pottery, archéologie, histoire sociale et maritime, industries et métiers locaux, costumes et textiles; anciennement connu sous le nom de Waterfront Museum                                                                                                 |
| Poole Old Lifeboat Museum and Shop        |       | Poole                | Poole                 | Maritime           | Ancienne station de sauvetage et embarcation de sauvetage historique |
| Phare de Portland Bill                    |       | Île de Portland      | Weymouth and Portland | Maritime           | Phare ouvert aux visites |
| Portland Castle                           |       | Weymouth             | Weymouth and Portland | Militaire          | Exploité par l'English Heritage, fort du XVIe siècle |
| Portland Museum                           |       | Isle of Portland     | Weymouth and Portland | Local              | Histoire locale, géologie, patrimoine maritime, archéologie |
| Priest's House Museum                     |       | Wimborne Minster     | East Dorset           | Maison historique  | Chambres meublées à différentes époques, histoire locale, archéologie |
| Purbeck Mineral and Mining Museum         |       | Corfe Castle         | Purbeck               | Mine               | Situé à la gare de Norden, histoire et équipement pour l'extraction de l'argile |
| Red House Museum, Dorset                  |       | Christchurch         | Christchurch          | Local              | information, information, histoire locale et sociale, histoire naturelle, géologie, archéologie, costumes |
| Royal Signals Museum                      |       | Blandford Forum      | North Dorset          | Militaire          | Musée national des communications de l'armée |
| Russell-Cotes Art Gallery & Museum        |       | Bournemouth          | Bournemouth           | Art                | Beaux-arts et art japonais dans un manoir victorien |
| Scaplens Court Museum                     |       | Poole                | Poole                 | Histoire           | website, bâtiment médiéval utilisé pour des programmes d'éducation, démonstrations spéciales de la vie domestique en août |
| Shaftesbury Abbey Museum                  |       | Shaftesbury          | North Dorset          | Religions          | Artefacts des ruines d'un couvent bénédictin du XVe siècle |
| Sherborne Castle                          |       | Sherborne            | West Dorset           | Maison historique  | Exploité par l'English Heritage, manoir et jardins Tudor du XVIe siècle |
| Sherborne House Arts                      |       | Bridport             | West Dorset           | Art                | website, galerie d'art du Bridport Arts Center |
| Sherborne Museum                          |       | Sherborne            | West Dorset           | Local              | Histoire locale, métiers, industrie, articles ménagers |
| Sherborne Steam & Waterwheel Centre       |       | Sherborne            | West Dorset           | Technologie        | website, roue à eau restaurée du XIXe siècle utilisée pour acheminer l'eau à la ville, anciennement connu sous le nom de Castleton Waterwheel Museum |
| Shire Hall Dorset                         |       | Dorchester           | West Dorset           | Prison             | website, également connu sous le nom de Old Crown Court et Cells, salle d'audience, cellules et stocks reconstitués pour apparaître comme lors du procès des Martyres de Tolpuddle en 1834 |
| Stock Gaylard                             |       | Sturminster Newton   | North Dorset          | Maison historique  | website, petite maison de campagne géorgienne, jardins et domaine |
| Sturminster Newton Mill                   |       | Sturminster Newton   | North Dorset          | Mill               | website, travail du moulin |
| Sturminster Newton Museum                 |       | Sturminster Newton   | North Dorset          | Local              | website, histoire locale, culture |
| Sutton Poyntz Water Supply Museum         |       | Weymouth             | Weymouth and Portland | Histoire           | website, historique de l'approvisionnement en eau, histoire naturelle des bassins versants, opéré par Wessex Water Services |
| Swanage Museum                            |       | Swanage              | Purbeck               | Local              | website, histoire locale, géologie et histoire de la côte jurassique , industrie de la pierre, développement local des premiers radars au Royaume-Uni pendant la Seconde Guerre mondiale |
| Swanage Railway                           |       | Corfe Castle         | Purbeck               | Rail               | Chemin de fer patrimonial et musée situés dans le hangar à marchandises converti de la gare de Corfe Castle |
| The Tank Museum                           |       | Wool                 | Purbeck               | Militaire          | Chars et véhicules blindés |
| Terracotta Warriors Museum                |       | Dorchester           | West Dorset           | Histoire           | website, répliques de guerriers de l'Armée de terre cuite découverts en Chine en 1974 |
| Thomas Hardy's Cottage                    |       | Higher Bockhampton   | West Dorset           | Maison historique  | Exploité par le National Trust, lieu de naissance de l'auteur Thomas Hardy |
| Tolpuddle Martyrs Museum                  |       | Tolpuddle            | West Dorset           | Histoire           | Histoire syndicale des ouvriers agricoles anglais du XIXe siècle reconnus coupables d'avoir prêté serment en tant que membres de la Friendly Society of Agricultural Laborers |
| Town Mill, Lyme Regis                     |       | Lyme Regis           | West Dorset           | Mill               | website, moulin à eau en état de marche, complexe abritant également des galeries d'art, un café / restaurant, des ateliers et ateliers de bricolage, une boulangerie, un magasin d'usine et le jardin des Miller                                                                               |
| Tudor House                               |       | Weymouth             | Weymouth and Portland | Maison historique  | Maison de marchand du début du XVIIe siècle, exploitée par la Weymouth Civic Society |
| Tutankhamun Exhibition                    |       | Dorchester           | West Dorset           | Histoire           | Recréation de la tombe de l'ancien pharaon égyptien Toutankhamon |
| Wareham Town Museum                       |       | Wareham              | Purbeck               | Local              | Histoire locale, T. E. Lawrence, archéologie, poterie locale |
| Weymouth Museum                           |       | Weymouth             | Weymouth and Portland | Local              | Centre d'accueil couvrant l'histoire de West Bay, installé dans une ancienne chapelle méthodiste |
| White Mill, Sturminster Marshall          |       | Sturminster Marshall | East Dorset           | Mill               | website, géré par le National Trust, une partie du domaine Kingston Lacy un moulin à eau restauré |
| Wolfeton House                            |       | Charminster          | West Dorset           | Maison historique  | Premier manoir tudor et élisabéthain |

## Musées fermées
- Discovery, expositions scientifiques interactives et pratiques faisant autrefois partie de Brewers Quay
- Museum of Electricity, Christchurch, fermé pour une durée indéterminée en 2012[3]
- Timewalk, anciennement situé à Brewers Quay, expose 600 ans d'histoire locale et le patrimoine brassicole du bâtiment. Fermé en 2010